# Neohaematopinus
Neohaematopinus ist eine Gattung der Echten Tierläuse, deren Vertreter bei Hörnchen und Wühlern parasitieren. Von anderen Vertretern der Familie Polyplacidae wird sie anhand des Sternalschildes am Thorax unterschieden. Es ist bei Neohaematopinus vorn schmal zulaufend und der hintere Rand ist entweder konkav oder leicht konvex mit Einkerbungen. Zudem trägt das erste Beinpaar eine zweiteilige Kralle, das Abdomen besteht aus 8 Segmenten.
Die Gattung enthält folgende 32 Arten:
- Neohaematopinus appressus, Wirt Kambodscha-Streifenhörnchen
- Neohaematopinus batuanae, Wirt Taguan
- Neohaematopinus callosciuri, Wirt Echte Schönhörnchen
- Neohaematopinus capitaneus, Wirt Pfeilschwanz-Gleithörnchen
- Neohaematopinus ceylonicus, Wirt Indisches Palmenhörnchen
- Neohaematopinus chinensis, Wirt Schönhörnchen
- Neohaematopinus citellinus, Wirt Rundschwanzziesel
- Neohaematopinus cognatus, Wirte Asiatische Zwerghörnchen, Sunda-Baumhörnchen
- Neohaematopinus echinatus, Wirt Gestreifte Palmenhörnchen
- Neohaematopinus elbeli, Wirt Echtes Rotwangenhörnchen
- Neohaematopinus griseicolus, Wirt Westliches Grauhörnchen
- Neohaematopinus inornatus, Wirt Buschschwanzratte
- Neohaematopinus kinabalensis, Wirt Pfeilschwanz-Gleithörnchen
- Neohaematopinus menetensis, Wirt Berdmore-Palmenhörnchen
- Neohaematopinus neotomae, Wirt Amerikanische Buschratten
- Neohaematopinus pacificus, Wirt Streifenhörnchen, Weißfußmäuse
- Neohaematopinus pallidus, Wirt Taguan
- Neohaematopinus pansus, Wirt Gleithörnchen
- Neohaematopinus petauristae, Wirt Taguan
- Neohaematopinus pteromydis, Wirt Europäisches Gleithörnchen
- Neohaematopinus qadrii, Wirt Nördliches Palmenhörnchen
- Neohaematopinus robustus, Wirt Geflecktes Riesengleithörnchen
- Neohaematopinus rupestis, Wirt Forrests Rothörnchen
- Neohaematopinus sciuri, Eichhörnchenlaus, Wirte Eichhörnchen, Grauhörnchen
- Neohaematopinus sciurinus, Wirt Fuchshörnchen
- Neohaematopinus sciuropteri, Wirt Südliches Gleithörnchen
- Neohaematopinus semifasciatus, Wirt Baumhörnchen
- Neohaematopinus setosus, Wirt Perny-Langnasenhörnchen
- Neohaematopinus spilosomae, Wirt Fleckenziesel
- Neohaematopinus sundasciuri, Wirt Nördliches Palawan-Hörnchen
- Neohaematopinus syriacus, Wirt Kaukasisches Eichhörnchen